# وولفارتیتسه
وولفارتیتسه (به لاتین: Volfartice) یک منطقهٔ مسکونی در جمهوری چک است که در شهرستان چسکا لیپا واقع شده‌است.